# Coatepeque
Coatepeque är en kommunhuvudort i Guatemala.   Den ligger i departementet Departamento de Quetzaltenango, i den sydvästra delen av landet, 150 km väster om huvudstaden Guatemala City. Coatepeque ligger 475 meter över havet och antalet invånare är 45 654.
Terrängen runt Coatepeque är huvudsakligen kuperad, men den allra närmaste omgivningen är platt. Runt Coatepeque är det tätbefolkat, med 369 invånare per kvadratkilometer. Coatepeque är det största samhället i trakten. Omgivningarna runt Coatepeque är en mosaik av jordbruksmark och naturlig växtlighet.